# Dwanaście przykazań seksualnych rewolucyjnego proletariatu
Dwanaście przykazań seksualnych rewolucyjnego proletariatu – zbiór 12 reguł opracowanych w 1924 roku przez lekarza i psychologa Arona Załkinda, mających na celu regulację seksualności wśród społeczeństwa państwa radzieckiego, która w okresie pierwszych lat po rewolucji październikowej przeszła duże zmiany i została uwolniona z dotychczasowych ograniczeń.

1. Nie powinno być zbyt wczesnego rozwoju życia seksualnego wśród proletariatu.
2. Musi być zachowana wstrzemięźliwość przed ślubem, a małżeństwo jest możliwe tylko między osobami w stanie dojrzałości społecznej i biologicznej (np. 20-25 lat).
3. Stosunek płciowy powinien być końcowym etapem głębokiej sympatii i uczucia do obiektu miłości seksualnej.
4. Stosunek płciowy powinien być ostatnim ogniwem w łańcuchu głębokich i złożonych emocji, które wiążą w tej chwili kochanków.
5. Stosunki płciowe nie powinny być często powtarzane.
6. Nie trzeba często zmieniać obiektu seksualnego. Mniej seksualnej różnorodności.
7. Miłość musi być monogamiczna (jedna żona, jeden mąż).
8. Każda płeć zawsze musi pamiętać o możliwości urodzenia dziecka.
9. Dobór płciowy powinien opierać się na liniach klasy proletariackiej i celowości rewolucyjnej. W relacji nie powinno być elementów flirtu, zalotów i innych metod, szczególnie seksualnych podbojów.
10. Nie powinno być zazdrości. Życie seksualne opiera się na wzajemnym szacunku, równości, na głębokiej ideologicznej bliskości, wzajemnym zaufaniu, nie może być kłamstw, podejrzeń i zazdrości.
11. Nie powinno być perwersji seksualnych.
12. Klasa robotnicza w interesie rewolucji ma prawo ingerować w życie seksualne swoich członków.

## Odniesienia w kulturze popularnej
3 stycznia 2015 odbyła się premiera komedii Dwanaście przykazań seksualnych rewolucyjnego proletariatu w reżyserii Adama Baumana.